# Et puis les touristes
Pour plus de détails, voir Fiche technique et Distribution.
Et puis les touristes (Am Ende kommen Touristen) est un film dramatique allemand réalisé par Robert Thalheim, sorti en 2007.

## Synopsis
Sven est un jeune Berlinois qui doit se rendre à Oświęcim (plus connu sous le nom allemand de Auschwitz) pour y effectuer son service civil, dans une auberge de jeunesse attenante à l'ancien camp de concentration. Cet endroit est aujourd'hui un musée sur l'horreur survenue dans l'ancien camp nazi. Le jeune homme a pour tâche d'assister Stanislas Krzeminski, un vieil homme de 80 ans au caractère fort, survivant du camp, dans ses déplacements et la vie de tous les jours.
Grâce à ses rapports avec le passé douloureux de cet homme, et avec l'aide d'Anja, sa logeuse, de qui il s'éprend, Sven va commencer par comprendre que le passé n'est pas toujours facile à supporter, même lorsque l'on ne l'a pas vécu. Il va devoir aussi faire des choix quand celle-ci ayant obtenu une bourse d'études pour aller étudier à Bruxelles lui annonce qu'elle veut partir.

## Fiche technique
- Titre original : Am Ende kommen Touristen
- Titre français : Et puis les touristes
- Réalisation : Robert Thalheim
- Scénario : Robert Thalheim, Hans-Christian Schmid et Bernd Lange
- Production :  Britta Knöller et Hans-Christian Schmid
- Musique : Uwe Bossenz
- Montage : Stefan Kobe
- Ingénieur du son : Detlef A. Schitto, Uwe Bossenz et Anton Feist
- Langue : allemand, polonais
- Durée : 85 minutes
- Dates de sortie :
  - Allemagne : 16 août 2007
  - France : 14 mai 2008

## Distribution
- Alexander Fehling : Sven Lehnert
- Ryszard Ronczewski : Stanislas Krzeminski
- Barbara Wysocka (pl) : Ania Lanuszewska
- Piotr Rogucki (en) : Krzysztof Lanuszewski
- Rainer Sellien (de) : Klaus Herold
- Lena Stolze : Andrea Schneider
- Lutz Blochberger (de) : Jürgen Dremmler
- Willy Rachow : Lehrling Micha
- Roman Gancarczyk (pl) : le restaurateur Karol
- Adam Nawojczyk (pl) : le restaurateur Piotr
- Halina Kwiatkowska : Zofia Krzeminska
- Joachim Lätsch (de) : Lehrer
- Wolfgang Thalheim : Herr Friedrich

## Autour du film
- Et puis les touristes a été présenté au Festival de Cannes 2007 dans la section Un certain regard.
- Il a aussi reçu le prix du meilleur film de fiction au Festival du Film d'Histoire de Pessac.
- Et puis les touristes a été tourné en 28 jours sur les lieux d'origine, à Oświęcim.